# M/S Prins Bertil (1964)
M/S Prins Bertil (II) från 1964 var en svensk fordonsfärja, som levererades från Werft Nobiskrug i Rendsburg i Tyskland 1964 till Lion Ferry. Hon ersatte rederiets första färja med namnet M/S Prins Bertil. Hon hade dubbelt så stor lastbilskapacitet som föregångaren och sex gånger större hyttkapacitet. Vid leveransen var hon Sveriges största färja efter SJ:s tågfärja M/S Trelleborg. Med en maxfart på 22 knop var hon också den snabbaste färjan i norra Europa. 
Inredningen var enkel, med dominerande inslag av perstorpsplattor, linoleumgolv och galonklädda stolar. 
Nya M/S Prins Bertil sattes in på en linje Köpenhamn-Halmstad-Århus. I Köpenhamn hade hon tilläggsplats i Tømmergraven längst in i Köpenhamns hamn. 
År 1966 köptes M/S Prince Bertil av Canadian National Railways, efter det att Lion Ferry hade fått ett mycket fördelaktigt bud på henne. Hon döptes i Kanada om till MV Leif Eiriksson och sattes i trafik som bilfärja i Newfoundland mellan North Sydney i Nova Scotia och Channel-Port aux Basques i Newfoundland och Labrador, efter det att Trans-Canada Highway hade färdigställts i Newfoundland 1965.
År 1976 såldes fartyget till Italien, döptes om till Ionian Star och seglade för Strinzis Line på rutten Ancona–Igoumenitsa–Patras samt 1990–1993 som Orient Star för Maginos Shipping på rutten 
Venedig–Split–Brindisi–Igoumenitsa. Hon såldes 1993 till Kina.